# Lukas Yiorkas
Lukas Yiorkas (griego: Λούκας Γιώρκας; Aradhippou, Larnaca, 18 de octubre de 1986) es un cantante chipriota ganador de la versión griega The X Factor. En septiembre de 2009, editó su primer álbum, “Mazi” (Μαζί), que fue disco de oro.
Estudió biología en la Universidad de Patras y representó a Grecia en el Festival de la Canción de Eurovisión 2011 en Alemania con Stereo Mike y la canción "Watch My Dance", quedando séptimos con 120 puntos.

## Discografía
- 2009: Mazi (EP)

### Sencillos
- 2010: "Tha Peso, Tha Sikotho" (Caeré, subiré)
- 2011: "Watch My Dance" (Mira mi baile, con Stereo Mike)
- 2011: "Gia Proti Fora" (Por primera vez)
- 2012: "Ematha" (Aprendí)
- 2013: "Eklapsa" (Lloré)
- 2014: "Mia Akoma Voutia" (Una caída más)
- 2015: "Stin ousia" (En esencia)
- 2017: "De Pao Sti Douleia" (No voy a trabajar)
- 2017: "Stoihima" (Apuesto)
- 2018: "Ypokrinesai" (Estás fingiendo)
- 2019: "Ela Ilie Mou" (Ven mi sol)
- 2020: "Mona Liza"
- 2020: "Pame Ap' Tin Arxi"
- 2021: "Mou Eleipses Poly"
- 2021: "Gia Tin Ellada"
- 2022: "An M' Agapas"